# مسجد منارة قدوس

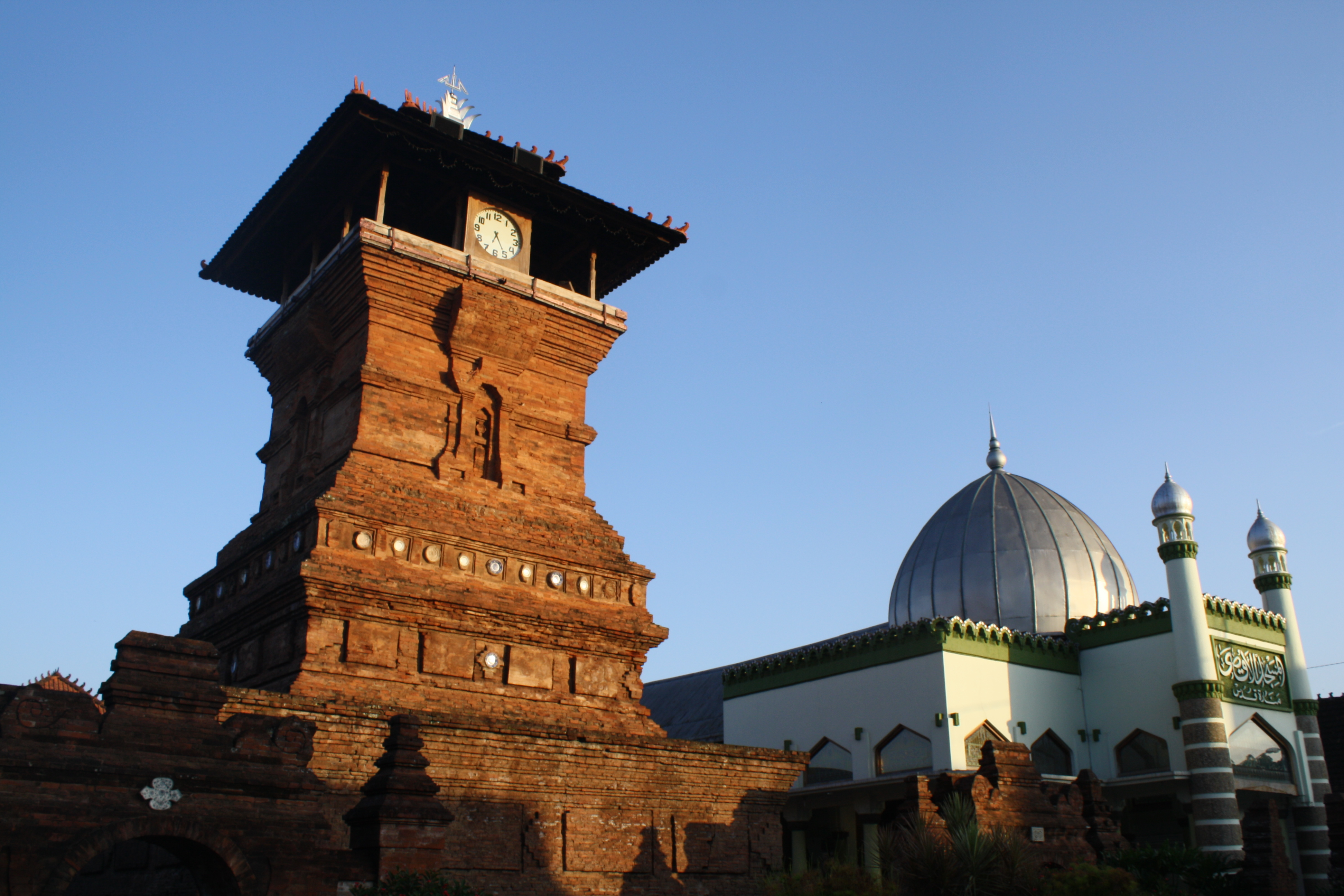
مئذنة مسجد منارة قدوس الفريدة المبنية على الطراز الماجاباهيتي الهندوسي البوذي، ويظهر في الخلفية مبنى تم تصميمه على الطراز المغولي

يقع مسجد منارة قدوس أو مسجد المنار في منطقة قدوس في مقاطعة جاوا الوسطى بإندونيسيا. يعود تاريخ المسجد إلى عام 1549، ويُعد واحدًا من أقدم المساجد في إندونيسيا حيث تم بناؤه في مرحلة انتشار الإسلام في جاوا. ويضم المسجد بين أرجائه مقبرة سونان قدوس، أحد العلماء المسلمين التسعة في جاوا (الأولياء التسعة)، ويعد هذا المسجد نقطة مشهورة يقصدها الناس للزيارة.

## العمارة
بُني المسجد على الطرز المعمارية التي تنتمي لعصور ما قبل الإسلام، ويتضح هذا في الأبواب الجاوية المقسمة القديمة، والقرميد الأحمر المتأثر بالطراز الماجاباهيتي الهندوسي البوذي القديم والسقف الهرمي المكوَّن من ثلاث طبقات. ولعل السمة الأكثر غرابة في هذا المسجد هي المئذنة المبنية بالطوب والتي يوجد عليها طبل كبير (طبل) يُستخدم لدعوة المؤمنين للصلاة بدلاً من المؤذن التقليدي. وعلى الرغم من أن الطبول تكون موجودة في العادة تحت الإفريز الموجود في شرفة المسجد، إلا أنه في حالة مسجد قدوس يوجد الطبل على برج يُشبه المعبد الهندوسي البالي كول كول أو كالطبل الذي يُستخدم للتحذير من الهجمات الوشيكة أو الحرائق أو الأحداث المجتمعية. ويُعد هذا المسجد هو الوحيد في جاوا الذي يوجد به برج طبول من هذا النوع.
يوجد أمام المئذنة وحول مباني المسجد حوائط وبوابات على الطراز القديم من البوابة المقسمة والبوابة الرئيسية. وفي الداخل توجد بوابتان، بوابة داخلية صغرى يوجد على جانبيها لوحات مجسمة تُشبه اللوحات الموجودة في مسجد مانتيجان، وبوابة خارجية تُذكرنا ببوابة معبد باجانج راتو الذي يقع في منطقة تراولان ويعود تاريخه للقرن الرابع عشر. وهناك لمسات من الطرز التي تنتمي لعصور ما قبل الإسلام ومنها ثماني نوافير على شكل رأس الإله كالا في منطقة الوضوء، بالإضافة إلى لوحات خزفية من عصر الإمبراطور مينغ مثبتة على الجدران.
ترجح العناصر المنتمية إلى عصور ما قبل الإسلام أن المبنى قد جمع بين التصميم الهندوسي والجاوي الذي كان موجودًا من قبل. أُعيد بناء المسجد مرات عديدة وفي كل مرة كانت إعادة البناء تسفر عن محو أحد الأدلة التي تُظهر كيف كان يبدو البناء الأصلي. فعلى سبيل المثال، نجد أن البوابات والجدران والمئذنة التي تم تصميمها على الطراز الماجاباهيتي قد تبدو اليوم متنافرة ولكنها كانت بالتأكيد أكثر اتساقًا وتناغمًا مع البناء الأصلي (الذي كان على الأرجح يضم سقفًا من 'معبد متعدد الأدوار مدعوم بأعمدة كبيرة كما هو الحال في مدينة سيريبون وديماك). ويُعتبر السقف المدبب هو التجديد الذي حدث في العشرينيات حيث استُبدلت البلاطات الخشبية ببلاطات مصنوعة من الطين بالإضافة إلى النوافذ الزجاجية التي تم تركيبها بين طبقات السقف. ويوجد في أعلى السقف عناصر من تاج ماساتاكا.وتقول النقوش الموجودة أعلى المحراب أن جعفر الصادق هو مؤسس المسجد في عام 956 هجريًا (1549 ميلاديًا). ويسود الاعتقاد بأن جعفر الصادق هو نفسه السيد سونان قدوس أحد العلماء المسلمين التسعة في جاوا (الأولياء التسعة) وهو مدفون في الضريح الموجود خلف المسجد والذي يحمل نقوشًا متقنة. ويضم المجمع مسجدًا مبنيًا على الطراز المغولي به قبة فضية على شكل بصلة بالإضافة إلى أعمدة خرسانية.

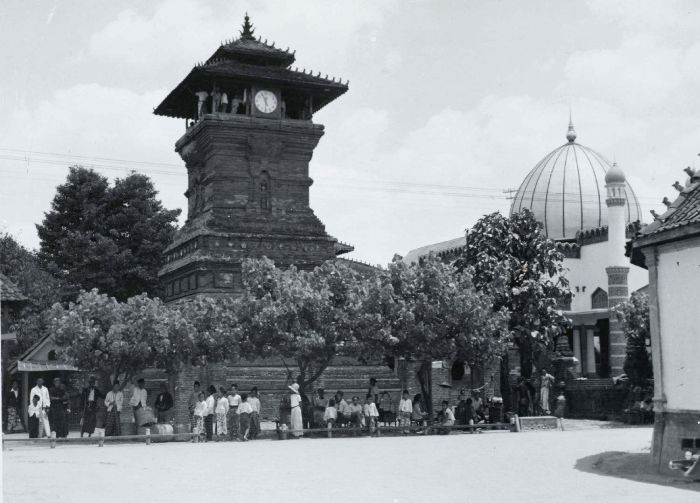
المبنى الرئيسي للبرج والمسجد المُقبّب.
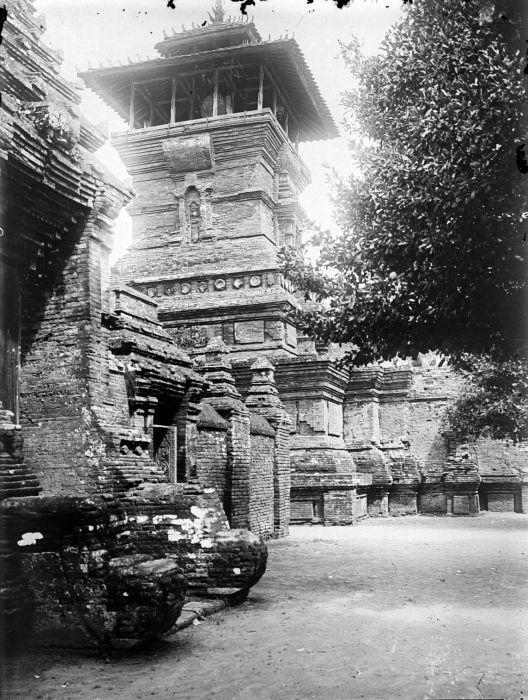
الطبل الذي يوجد أعلى المئذنة.
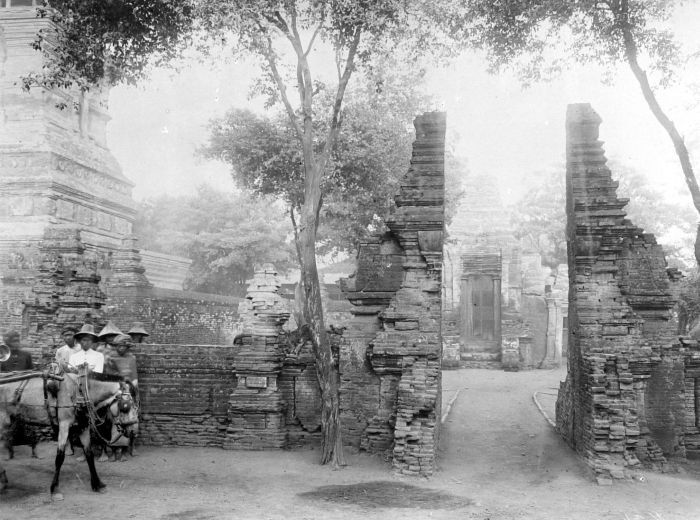
القرميد الأحمر والبوابة المقسمة على الطراز الماجاباهيتي
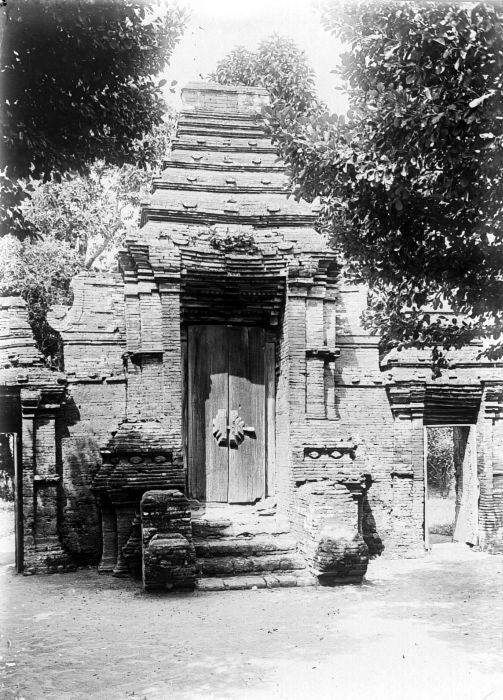
(بوابة المسجد)
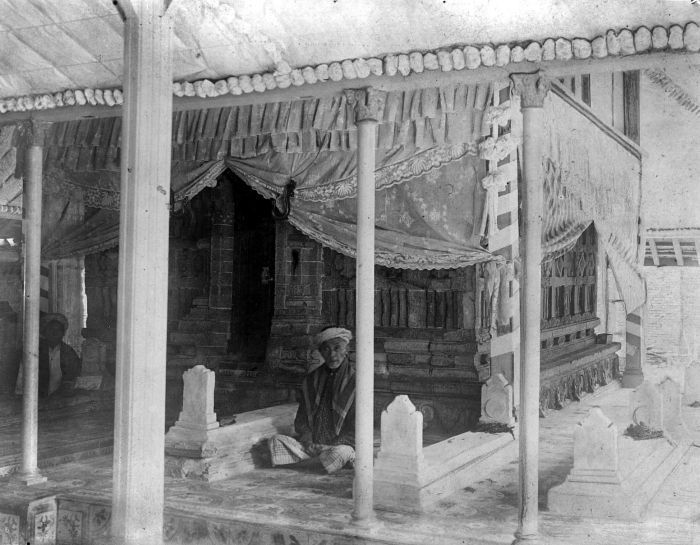
الضريح المقام)

## وصلات خارجية
- 25 images at archnet.org نسخة محفوظة 29 يونيو 2011 على موقع واي باك مشين.